# Luca Scheel
Luca Marie Scheel (* 19. März 2002 in Berlin) ist eine deutsche Fußballspielerin. Seit Sommer 2025 ist sie Vertragsspielerin beim SCR Altach.

## Karriere
Scheel spielte nach ihrer Zeit beim Lichtenberger FFC 09 von 2019 bis 2022 zunächst für den 1. FC Union Berlin II in der Berlin-Liga. Ihr Debüt im Seniorinnenbereich gab sie im Alter von 17 Jahren am 1. September 2019 (3. Spieltag) beim 1:0-Sieg im Auswärtsspiel gegen den SV Blau Weiss Berolina Mitte 49. Ihre ersten beide Tore von neun Saisontoren in 14 Punktspielen gelangen ihr am 29. September 2019 (7. Spieltag) beim 6:4-Sieg im Auswärtsspiel gegen den BSC Marzahn mit den Treffern zum 2:1 und 3:1 in der 16. und 46. Minute. Während dieser Zeit wurde sie auch in der ersten Mannschaft eingesetzt, das erste Mal zum Saisonstart am 29. August 2021 bei der 2:3-Niederlage im Auswärtsspiel gegen den 1. FFC Turbine Potsdam II in der drittklassigen Regionalliga Nordost. Es war ihr erstes von 13 Saisonspielen in dieser Spielklasse, denen sie in den beiden Folgespielzeiten noch zehn und sieben hinzufügen und am Ende ihrer letzten Saison zur regionalen Meisterschaft beitragen konnte. Nach Abschluss der Saison 20223/24 blieb sie bis Anfang Dezember 2024 ohne Verein. 
Am 5. Dezember 2024 und noch vor dem 11. Spieltag der Saison 2024/25, wurde sie vom Bundesligaaufsteiger 1. FFC Turbine Potsdam als Verstärkung für das Mittelfeld verpflichtet. Am 7. Dezember 2024 noch als Ergänzungsspielerin auf der Bank, kam sie am 15. Dezember 2024 (12. Spieltag) im Auswärtsspiel gegen den amtierenden Deutschen Meister FC Bayern München zu ihrem Pflichtspiel- zugleich Bundesligadebüt. Bei der 0:2-Niederlage wirkte sie 62 Minuten lang mit, bevor sie für Maya Hahn ausgewechselt wurde.
Zur Saison 2025/26 schloss sie sich dem SCR Altach an.

## Erfolge
- Meister Regionalliga Nordost 2024
- Berliner Landespokal-Sieger 2024